# Katar na Letnich Igrzyskach Olimpijskich 1988
Katar na Letnich Igrzyskach Olimpijskich 1988 reprezentowało 10 zawodników, samych mężczyzn. Był to 2. start reprezentacji Kataru na letnich igrzyskach olimpijskich.
Najmłodszym katarskim zawodnikiem był 18-letni lekkoatleta, Muhammad Sulajman, zaś najstarszym 36-letni strzelec, Dżadan Tardżam asz-Szammari.

## Skład reprezentacji

### Lekkoatletyka
- Talal Mansur – bieg na 100 m mężczyzn
- Muhammad Isma’il Jusuf – bieg na 800 m mężczyzn
- Muhammad Sulajman – bieg na 1500 m mężczyzn
- Ahmad Ibrahim Warsama
  - bieg na 5000 m mężczyzn
  - bieg na 10 000 m mężczyzn
- Raszid Szajban Marzuk – bieg na 110 m przez płotki mężczyzn
- Raszid Szajban Marzuk, Faraj Saad Marzouk, Sajjid Mubarak al-Kuwari, Talal Mansur – bieg na 4 × 100 m mężczyzn
- Abd Allah Muhammad asz-Szajb – skok w dal

### Strzelectwo
- Dżadan Tardżam asz-Szammari – karabin małokalibrowy leżąc 50 m mężczyzn – 54. miejsce

### Żeglarstwo
- Muhammad al-Kabi – lechner A-390 mężczyzn – 45. miejsce